# Acceleration Team Frankrijk
Het Acceleration Team Frankrijk is een Frans raceteam dat deelneemt aan het landenkampioenschap Acceleration 2014 in de klasse Formula Acceleration 1. Het team wordt gerund door het Belgische Azerti Motorsport, eigendom van Wim Coekelbergs. Hij is tevens de eigenaar van het team.
In 2014, het eerste seizoen van de klasse, had het team Sergio Campana als coureur in het eerste raceweekend. In het tweede raceweekend vertrok hij naar het Portugese team en werd hij vervangen door Nathanaël Berthon. Berthon werd in het derde raceweekend vervangen door Alessio Picariello.

## Resultaten
| Resultaat                     |
| ----------------------------- |
| Winnaar                       |
| Tweede plaats                 |
| Derde plaats                  |
| Gefinisht (punten)            |
| Gefinisht (geen punten)       |
| Niet geklasseerd (NC)         |
| Uitgevallen (DNF)             |
| Niet gekwalificeerd (DNQ)     |
| Gediskwalificeerd (DSQ)       |
| Niet gestart (DNS)            |
| Gewond (INJ)                  |
| Uitgesloten (EX)              |
| Teruggetrokken (WD)           |
| Niet deelgenomen (blanco cel) |
| vetgedrukt (pole position)    |
| cursief (snelste ronde)       |

| Jaar | Coureur            | 1     | 2     | 3      | 4      | 5     | 6     | 7     | 8     | 9      | 10      | Punten | Positie |
| ---- | ------------------ | ----- | ----- | ------ | ------ | ----- | ----- | ----- | ----- | ------ | ------- | ------ | ------- |
| 2014 | Sergio Campana     | ALG 8 | ALG 7 |        |        |       |       |       |       |        |         | 72*    | 6*      |
| 2014 | Nathanaël Berthon  |       |       | NAV 10 | NAV 10 |       |       |       |       |        |         | 22**   | 12**    |
| 2014 | Alessio Picariello |       |       |        |        | NÜR 4 | NÜR 4 | MON 8 | MON 6 | ASS 12 | ASS DNS | 34     | 8       |
| Jaar | Coureur            | 1     | 2     | 3      | 4      | 5     | 6     | 7     | 8     | 9      | 10      | Punten | Positie |

* Bij de punten van Campana zijn ook zijn punten die hij gescoord heeft voor het Acceleration Team Portugal en het Acceleration Team Italië inbegrepen.

** Bij de punten van Berthon zijn ook zijn punten die hij gescoord heeft voor het Acceleration Team China inbegrepen.